# Parque das Palmeiras (Pontevedra)
O Parque das Palmeiras, também chamado Las Palmeras, é um parque público localizado no coração de Pontevedra, em Espanha. É o espaço verde mais representativo e emblemático do centro da cidade, com a Alameda de Pontevedra. 

## História
O projecto do século XIX do arquitecto Alejandro Sesmero para alargar o antigo Campo de São José, que finalmente não foi concluído, levou à criação de um parque que ao longo dos anos se tornaria o Parque das Palmeiras.
Na década de 1870, a avenida "Gran Vía" (hoje Gran Vía de Montero Ríos) foi desenhada para ligar a Alameda de Pontevedra com os terrenos do Campo da Feira. A primeira parte que começou a tomar forma no novo parque corresponde aos atuais Jardins de Colombo. Estas propriedades faziam anteriormente parte do jardim do Convento de Santo Domingo. No final do século XIX, Alejandro Sesmero desenhou um jardim situado à entrada da Alameda de Pontevedra, onde foram plantadas espécies únicas e exóticas.
Ao longo do século XX, a área do actual Parque das Palmeiras tem sido sujeita a modificações contínuas, tanto em termos de paisagismo como dos elementos que outrora continha. 
A área dos actuais Jardins Vincenti foi utilizada até 1896 para a feira de gado e era conhecida como o recinto da Feira. No início do século XX, o vice-presidente da câmara municipal, Andrés Landín, foi o promotor do paisagismo deste recinto da Feira, originalmente concebido como uma grande praça dedicada a Eduardo Vincenti Reguera, deputado representante de Pontevedra no parlamento espanhol de 1886 a 1923. A configuração desta praça, que acabou por ser um parque, foi muito lenta. 
Em 9 de Junho de 1902, o jardineiro Francisco Pousada Fernández assinou com a Câmara Municipal um projecto para desenvolver o jardim nesta Praça de Vincenti. Andrés Landín, por sua vez, encorajou a compra de árvores e plantas para o jardim planeado entre dezembro de 1902 e janeiro de 1903. 
Em 1924 o teatro circo de madeira autorizado em 1900 pelo município em frente à mansão Villa Pilar desapareceu e o espaço pôde ser convertido num jardim. Em 1929, o tanque que Sesmero tinha originalmente localizado à entrada da Alameda foi transferido para o Parque das Palmeiras. Mais tarde, em 1959, foi inaugurado o Monumento aos Navegadores no sector ocidental dos Jardins de Vincenti.

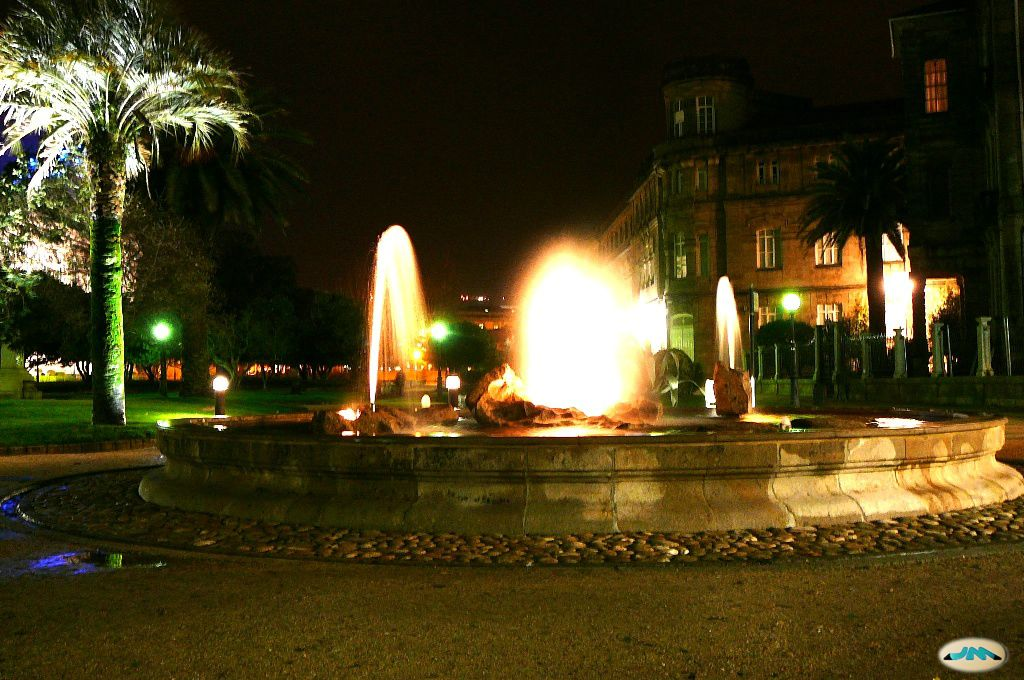
Tanque de jato de água à noite

No início dos anos 80, foram instalados novos aviários para aves exóticas, como pavões e grandes gaiolas circulares para animais, como macacos, nos jardins de Vincenti. 
Em 1985, o parque adoptou o seu aspecto actual após uma renovação final. De acordo com o projecto, os jardins foram transformados num parque inglês, com grandes áreas abertas, e grande parte da vegetação foi substituída por relvados delimitados por pequenas bordas de granito.
Em 2007, os aviários e gaiolas que tinham estado vazias durante anos foram eliminados e substituídos pela ampliação do parque infantil. Os patos também desapareceram do tanque dos patos em uma extremidade do parque. 
Também em 2007, foi instalado um novo sistema de iluminação para destacar 43 árvores com 50 projectores embutidos no solo, que fornecem luz vertical e realçam os três cedros-do-líbano declarados árvores singulares pela Junta da Galiza e as palmeiras no caminho central do parque.

## Descrição
O parque tem uma área de aproximadamente 23.000 m². É limitado pelos grandes edifícios da Gran Vía de Montero Ríos a norte, Avenida Reina Vitoria-Eugénia a oeste, o Gabinete Provincial do Ministério da Defesa a sul e a rua Marquês de Riestra a leste, onde se encontra a mansão Villa Pilar, cuja fachada posterior e pequeno jardim fechado tem vista para o parque.
O Parque das Palmeiras inclui uma ruela central ladeada por palmeiras, os Jardins de Vincenti e os Jardins de Colombo. 
Na área central, há uma avenida ladeada por altas palmeiras-das-Canárias ligando em linha recta a Rua General Gutiérrez Mellado e a avenida Rainha Vitória-Eugénia. Em torno desta avenida central encontram-se os Jardins Vincenti e um pouco mais a norte os Jardins de Colombo, que rodeiam três grandes edifícios do século XIX cuja fachada tem vista para a Grande Via de Montero Ríos: a Escola Secundária Valle-Inclán, inaugurada em 1927,  o Palácio do Conselho Provincial (Deputação) de Pontevedra, inaugurado em 1890, e o edifício da Escola Normal de Artes e Ofícios (actualmente edifício administrativo do Conselho Provincial), inaugurado em 1899. 

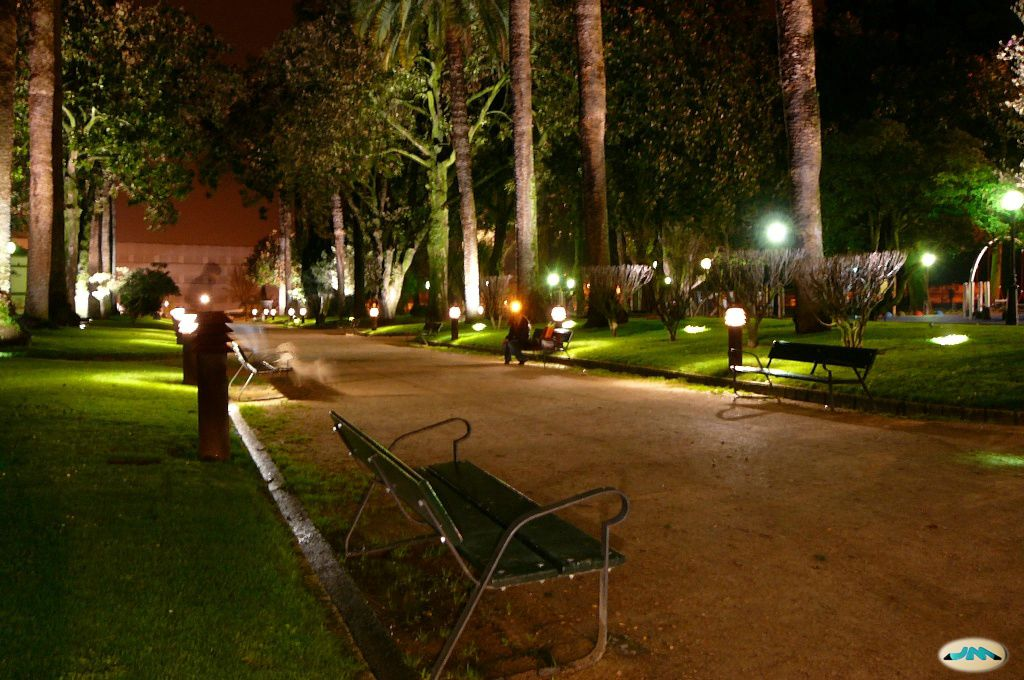
Avenida central do parque à noite

Os jardins de Vincenti têm dois eixos que os dividem em quatro áreas: a ruela das palmeiras (oeste-leste) e a ruela que era originalmente ladeada por magnólias, que liga o Palácio da Deputação de Pontevedra à antiga escola (actualmente o Gabinete Provincial de Defesa) (norte-sul). Os jardins, cercados por pequenos caminhos, são ocupados por diferentes espécies de árvores floridas, como magnolia ou camélia. Outras árvores notáveis são os cedros-do-líbano, o azevinho e o teixo da Úmbria.    
Os jardins de Colombo têm pequenos lagos de mármore com estátuas de bronze de querubins no seu interior. Há também a estátua de mármore branco de Cristóvão Colombo que dá o seu nome aos jardins.
No extremo leste do caminho central das palmeiras, há um tanque de granito chamado O Pilón, com a metade de uma rocha redonda com buracos e jatos d'água. Perto da Avenida Reina Vitória-Eugénia é um lago popularmente conhecido como o Lago dos Patos. Acolhe casas em miniatura e foi renovado em 2016. A norte do Beco das Palmeiras encontra-se um parque infantil com escorregas, baloiços e outros jogos.
No extremo ocidental do parque, por detrás do edifício administrativo do Conselho Provincial de Pontevedra, encontra-se o Monumento aos Navegadores, inaugurado em 1959. O declive em direcção à avenida Reina Vitória é separado do parque por uma balaustrada de onde se pode ver o mar e a Ria de Pontevedra. A sul, fechando a área do jardim, o edifício que actualmente alberga o Edifício provincial do Ministério da Defesa em Pontevedra foi construído entre 1889 e 1892.
No extremo sudeste do parque encontra-se o emblemático Café Blanco y Negro (que na altura substituiu o Café Las Navas), um dos mais antigos de Pontevedra, fundado em 1944, e que obteve a concessão para construir o seu conhecido terraço anexo ao parque em 1950. No canto sudoeste do parque, há um pombal circular decorado com um afresco renovado en 2017.

## Galeria de imagens

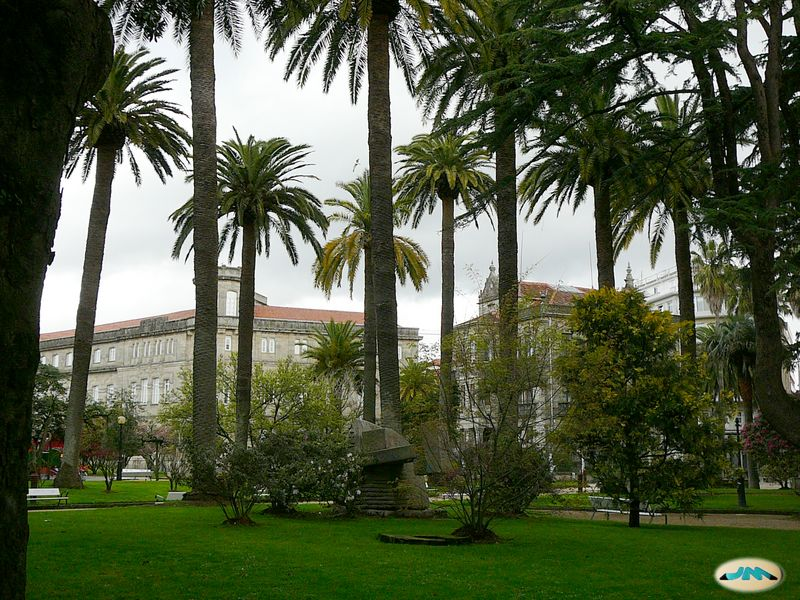
Palmeiras
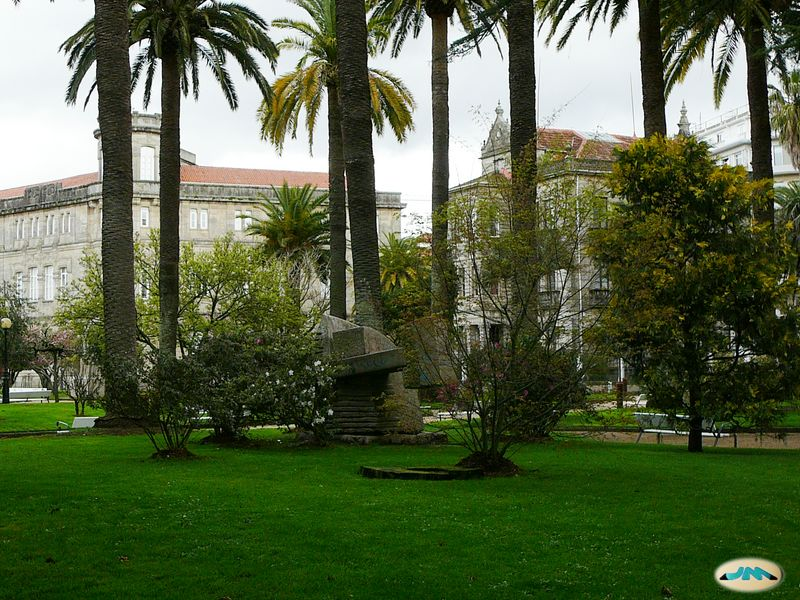
Jardins Vincenti
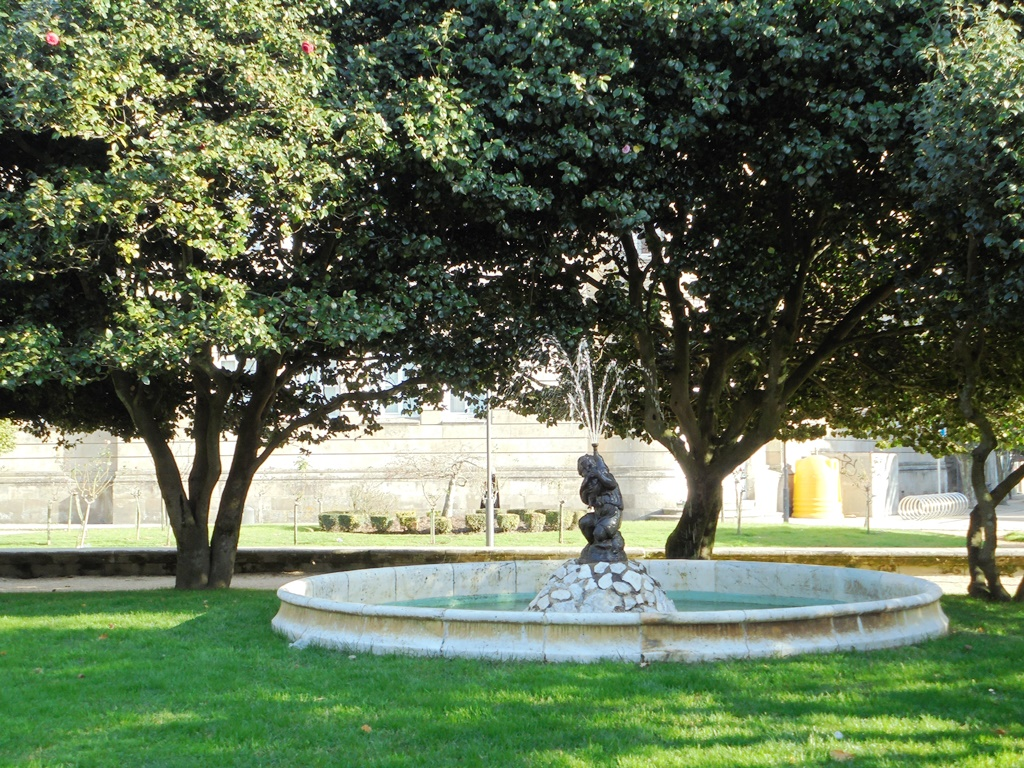
Tanque
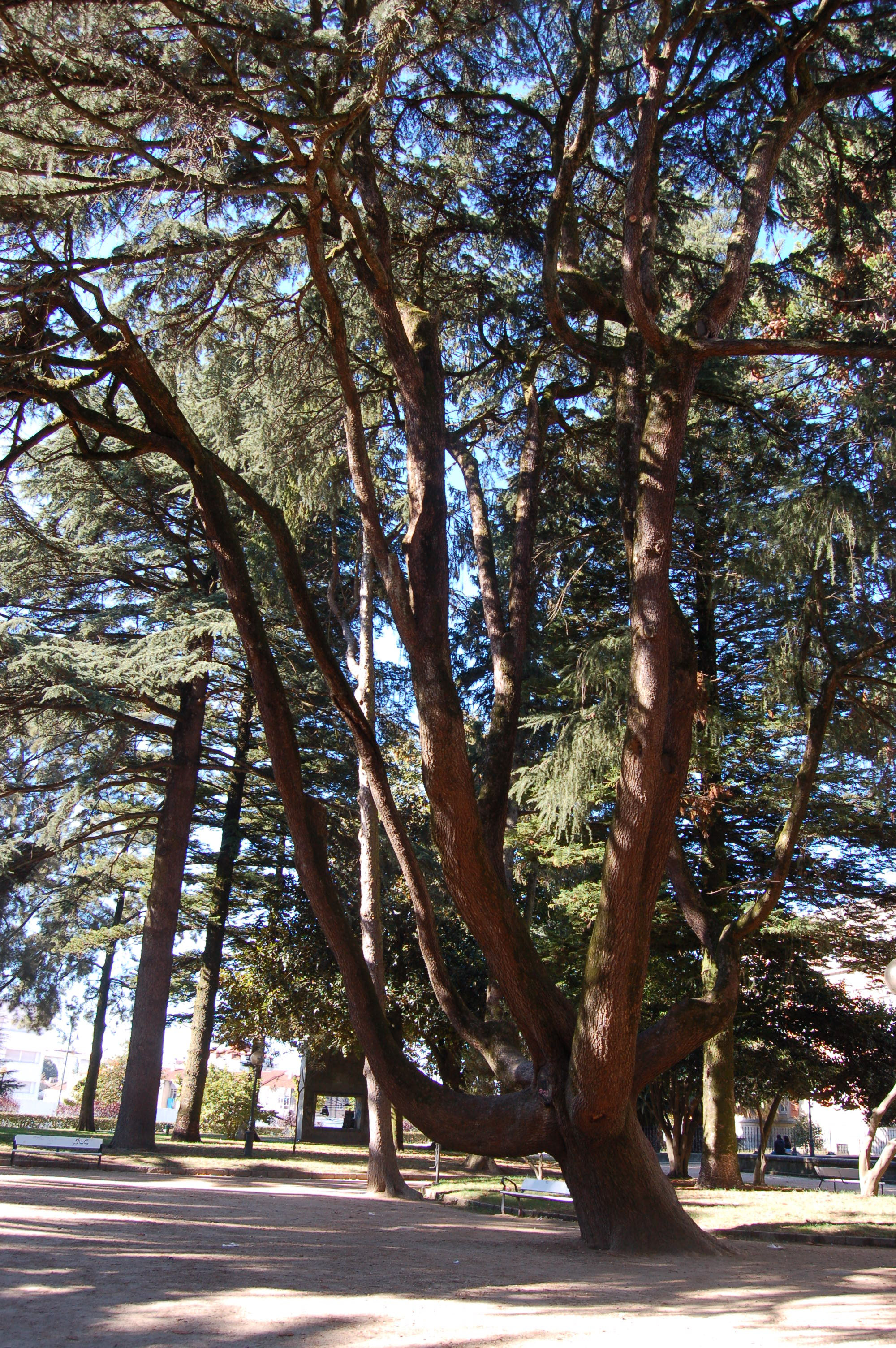
Cedro-do-líbano
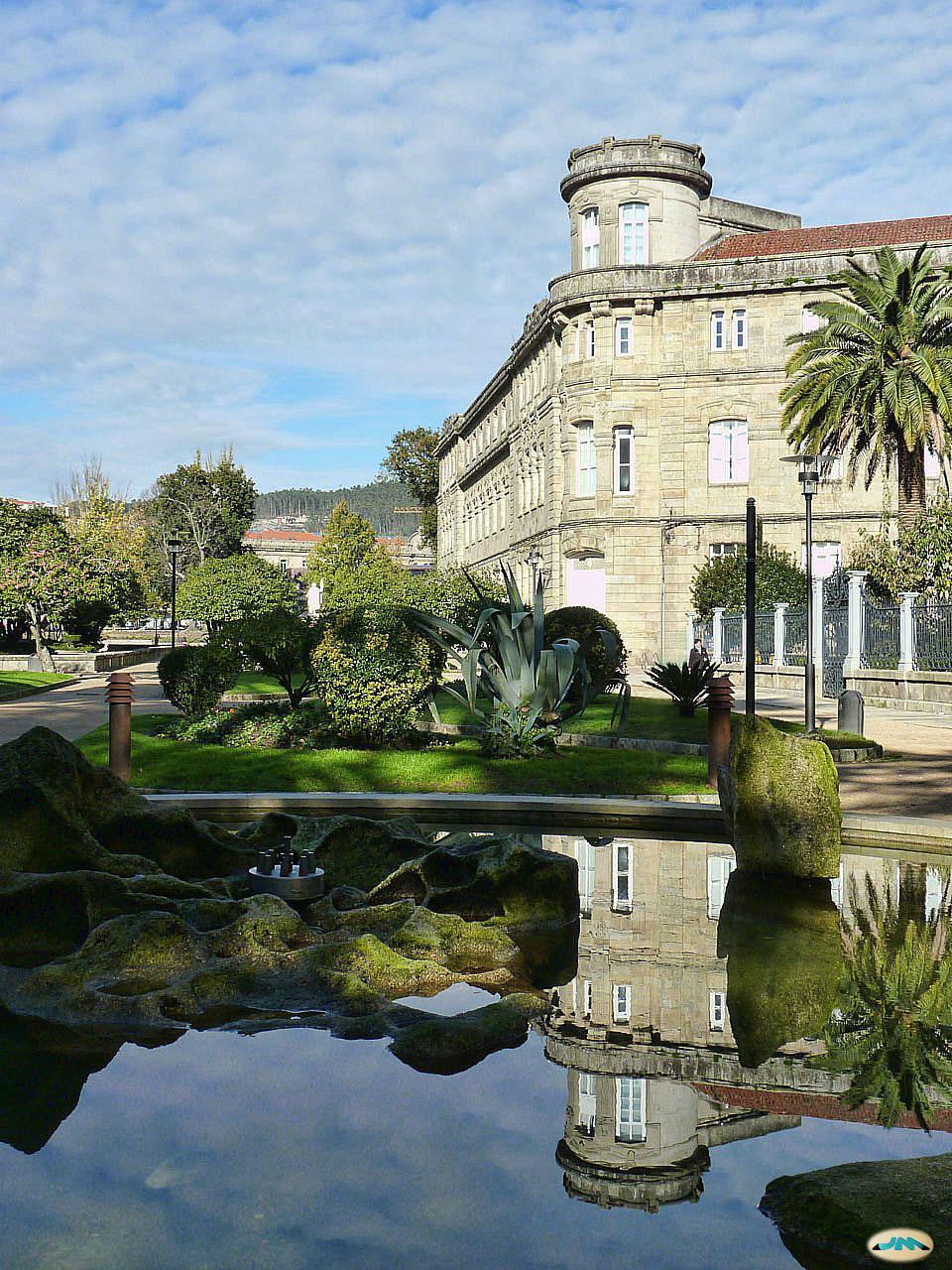
Escola Secundária Valle-Inclán
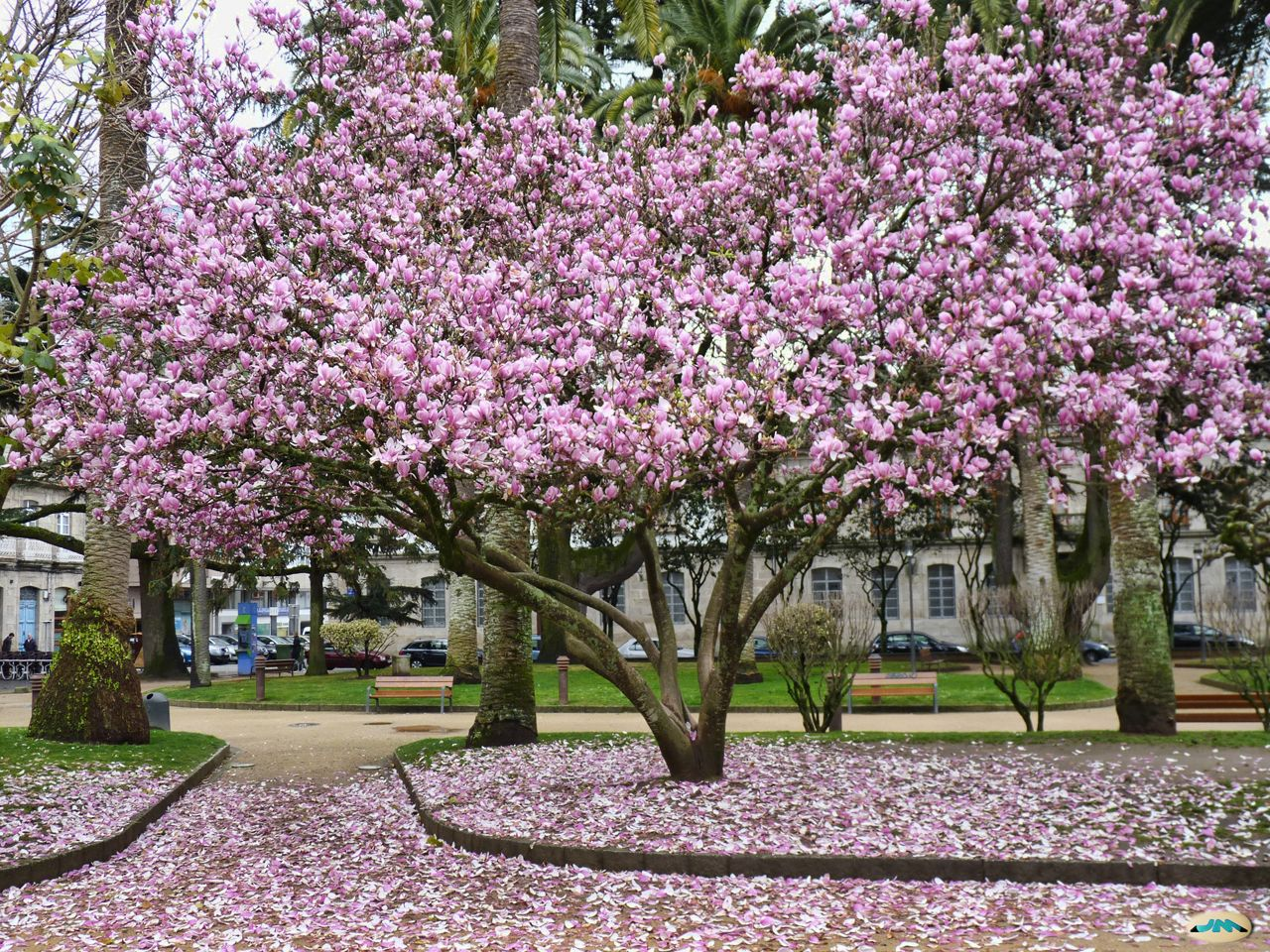
Magnólia
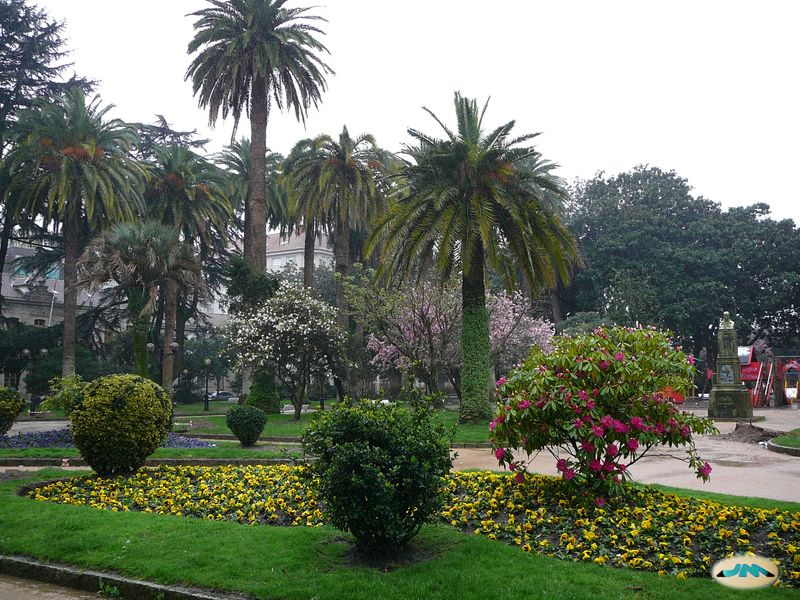
Jardins Vincenti
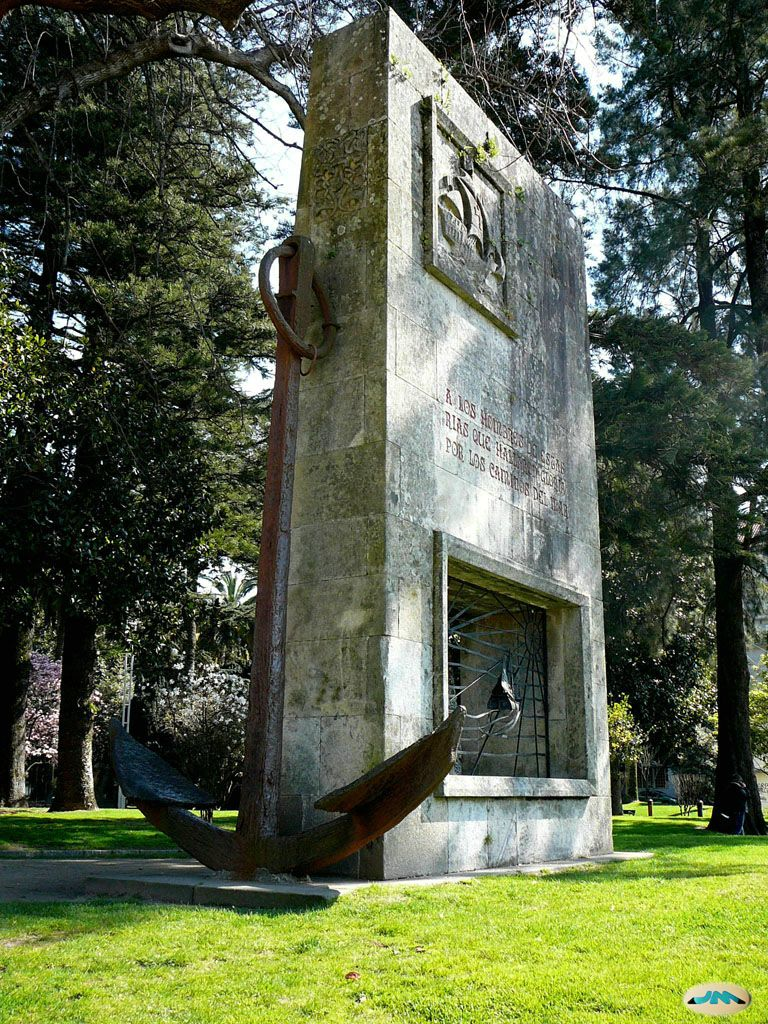
Monumento aos navegadores
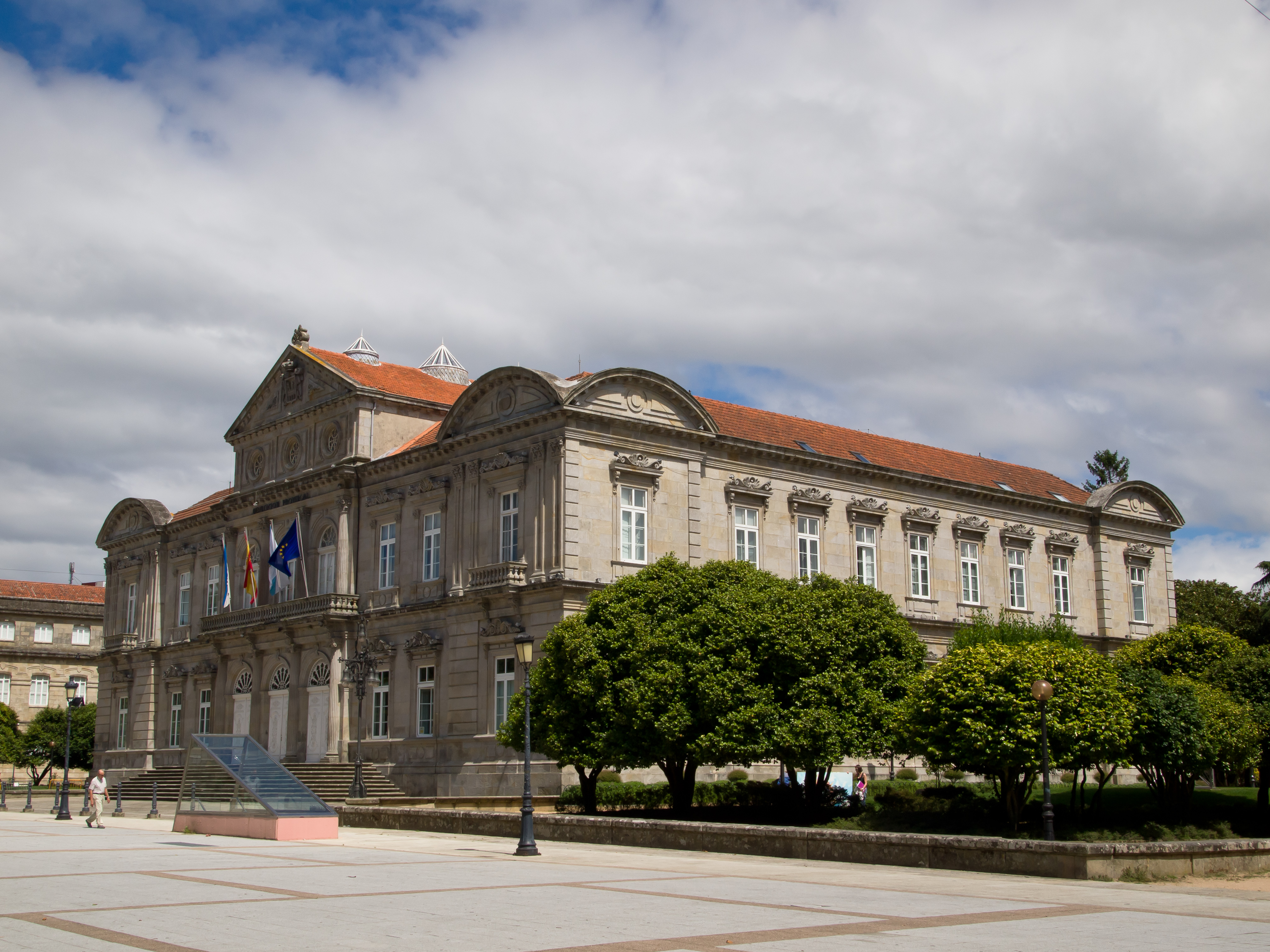
Palácio do Conselho Provincial de Pontevedra
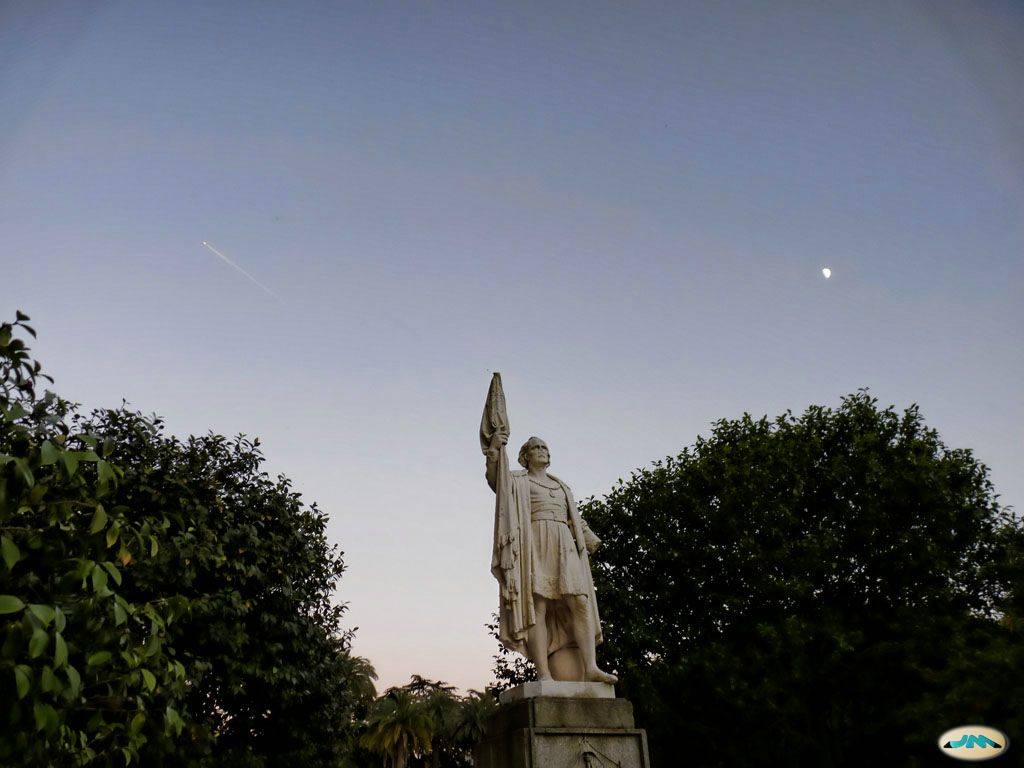
Estátua de Colombo
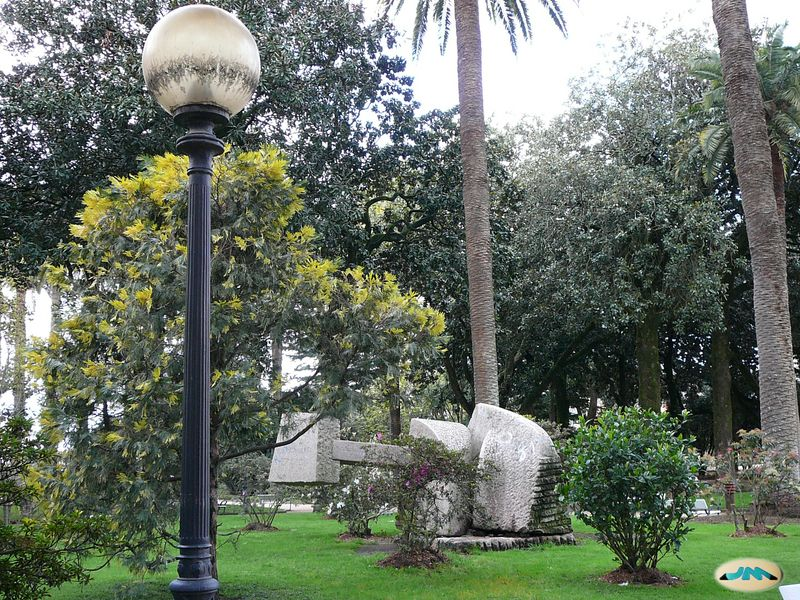
Jardins Vincenti
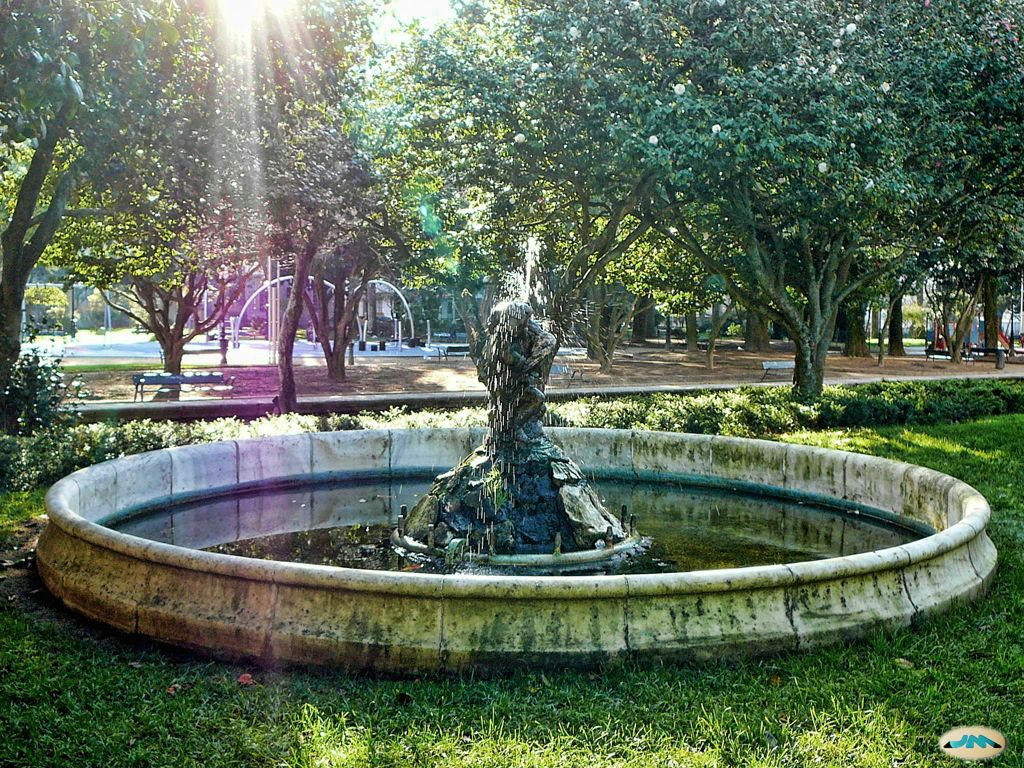
Lago
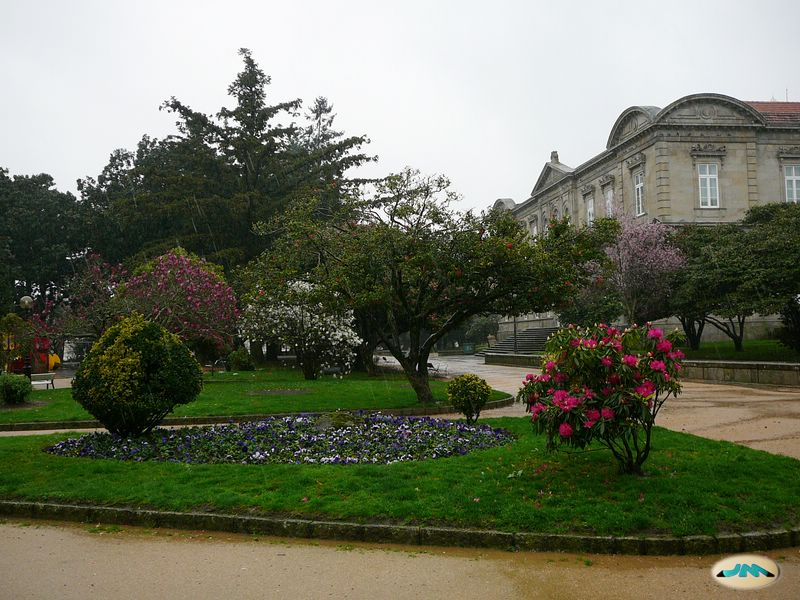
Jardins Vincenti
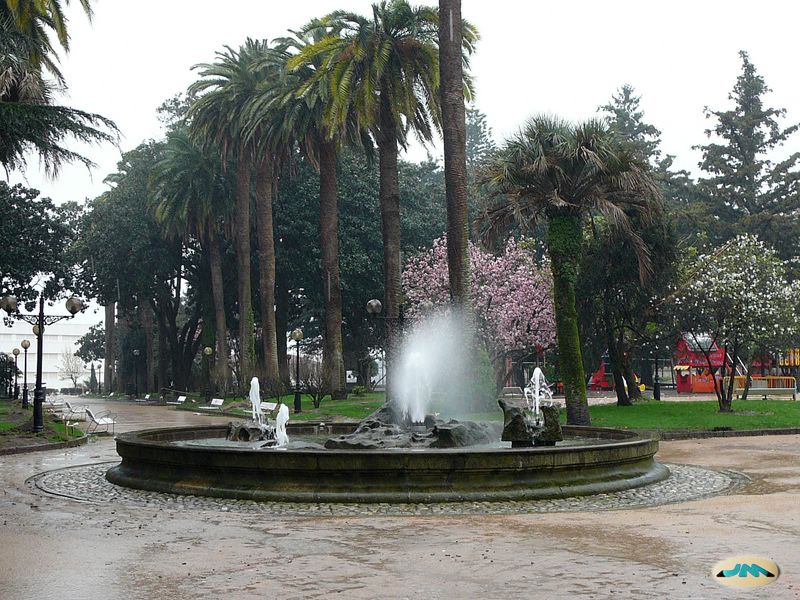
Tanque e álea de palmeiras
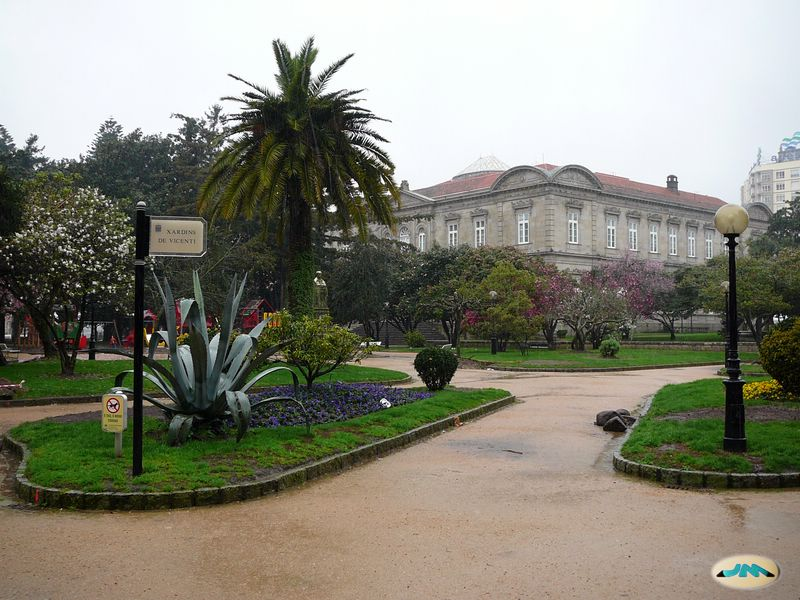
Jardins Vincenti
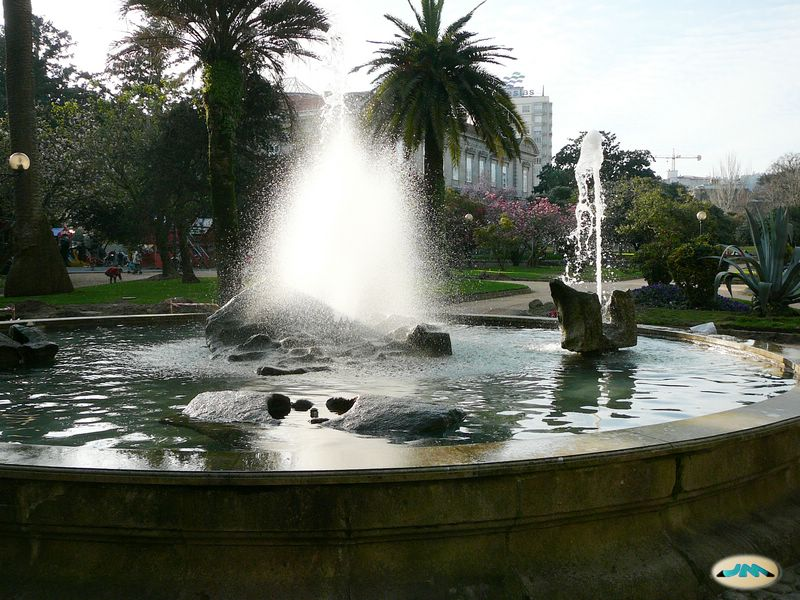
Tanque chamado O Pilón
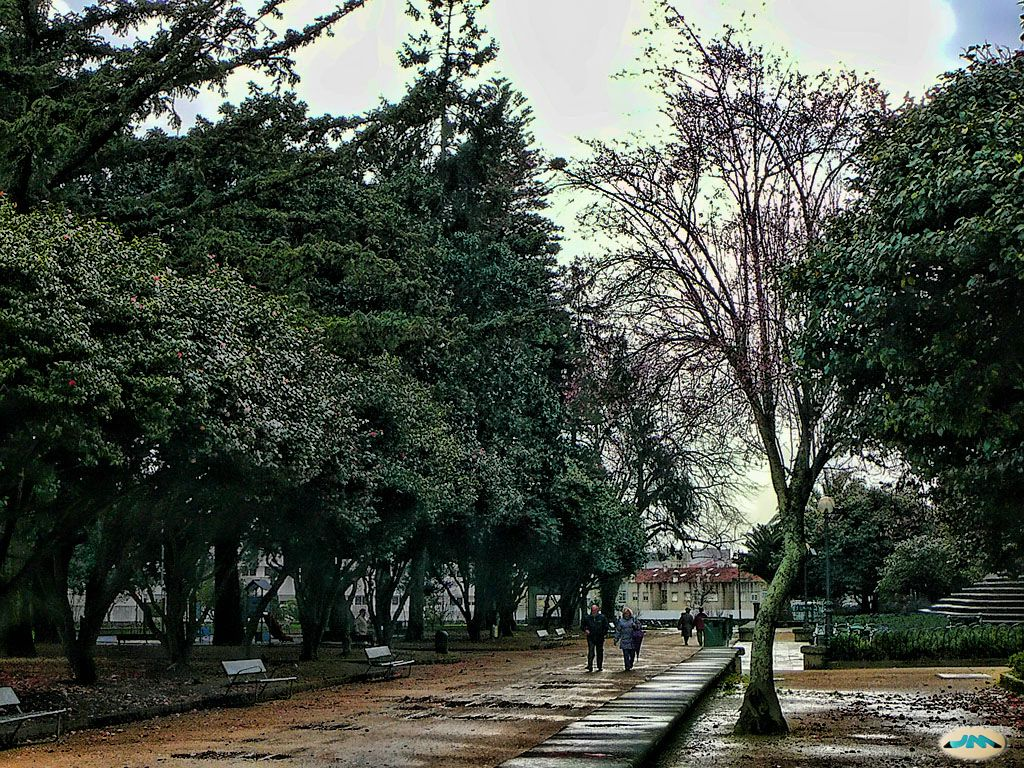
Jardins Vincenti
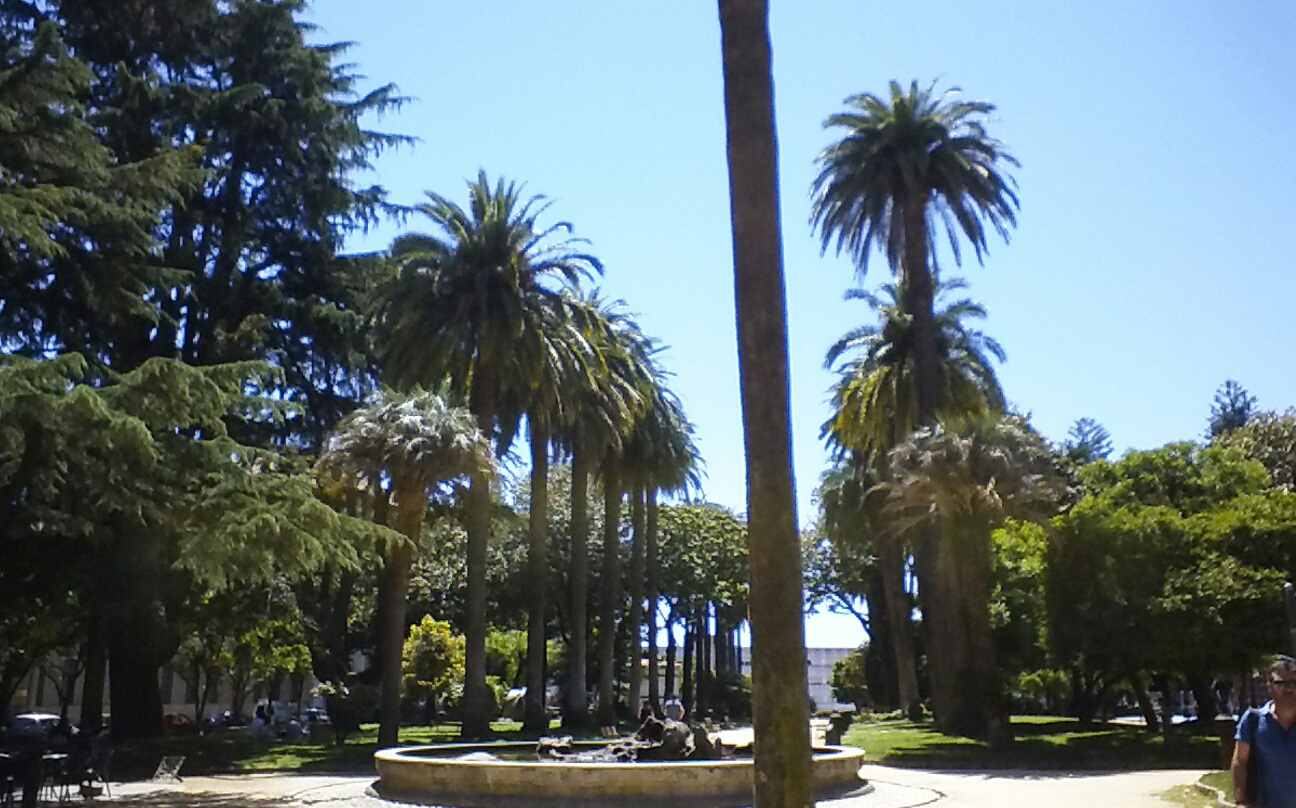
Álea central de palmeiras
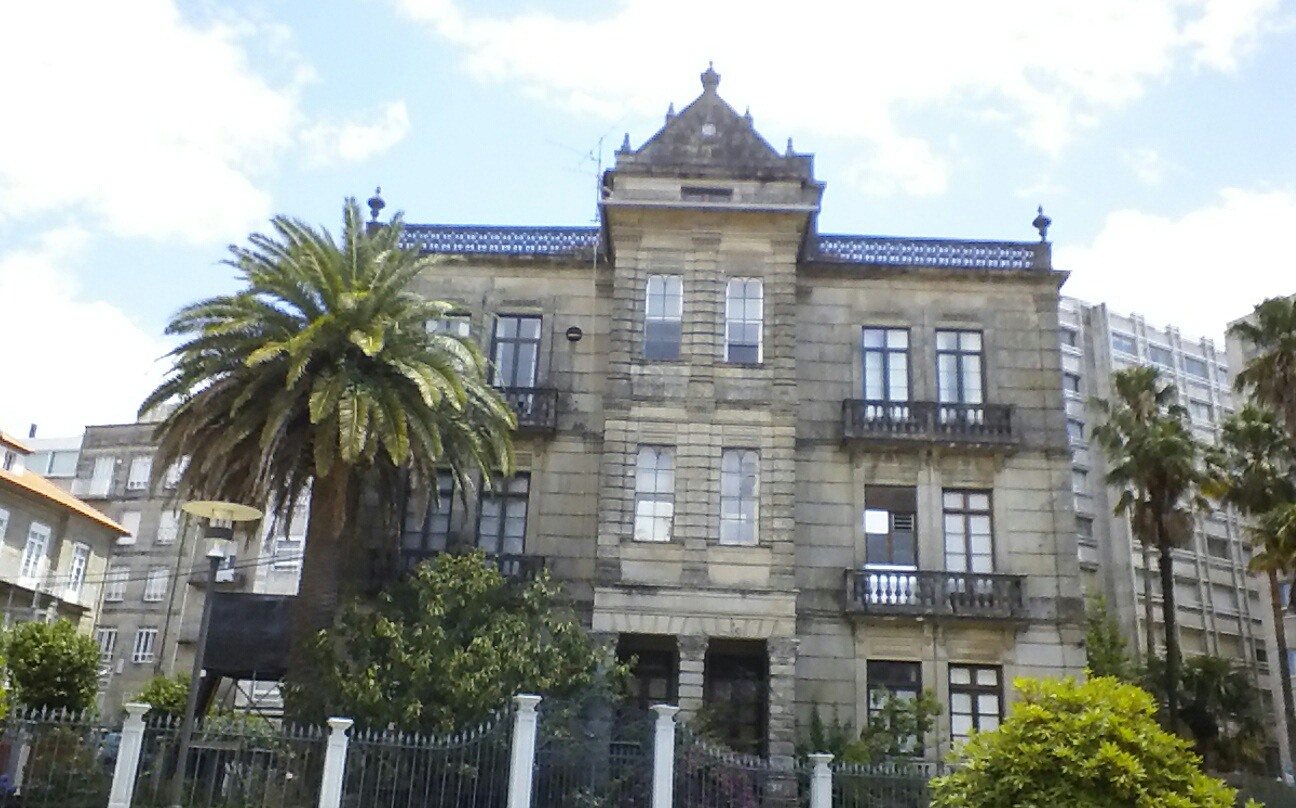
Mansão Villa Pilar
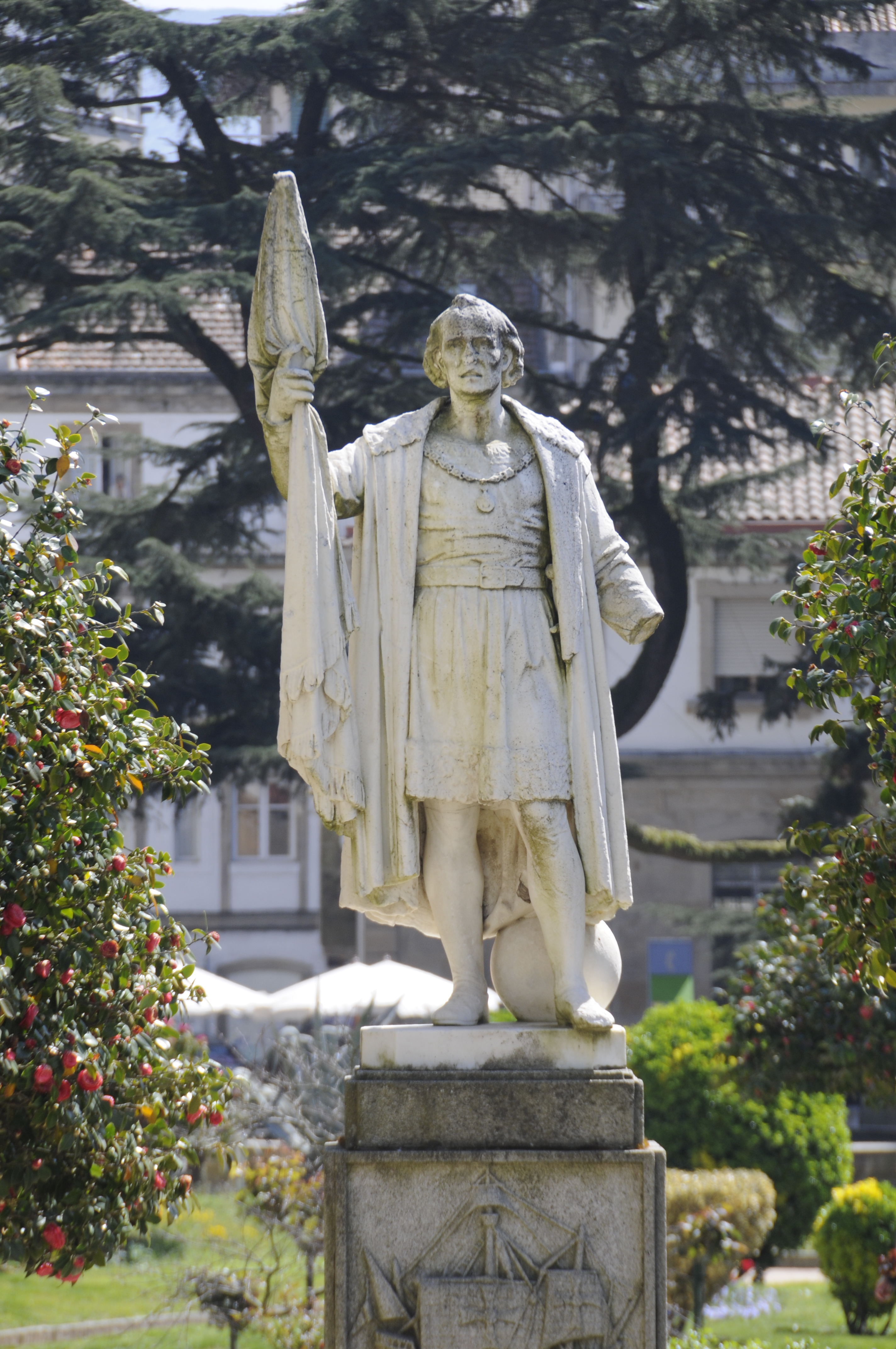
Estátua de Colombo
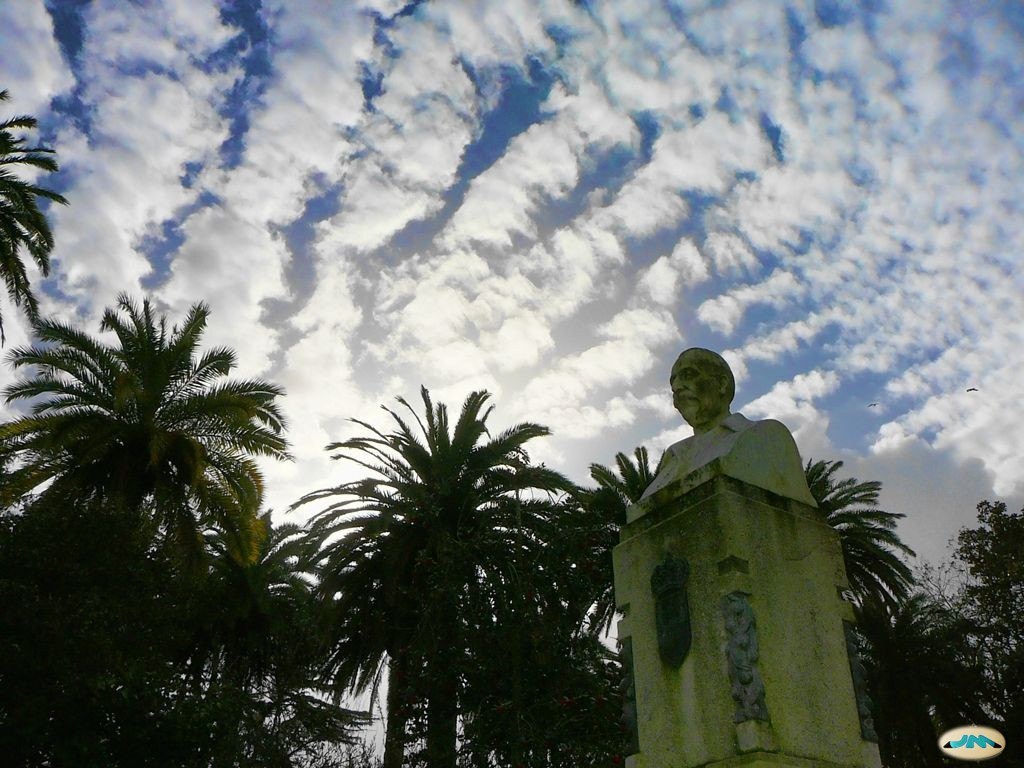
Busto de Eduardo Vincenti
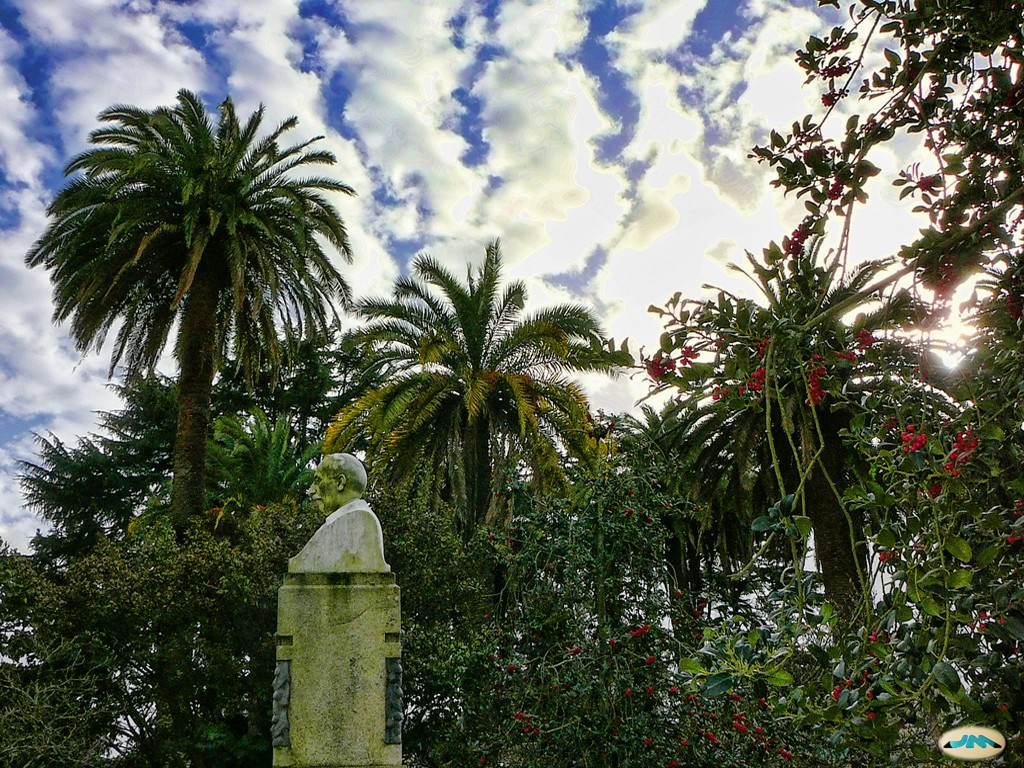
Busto de Eduardo Vincenti
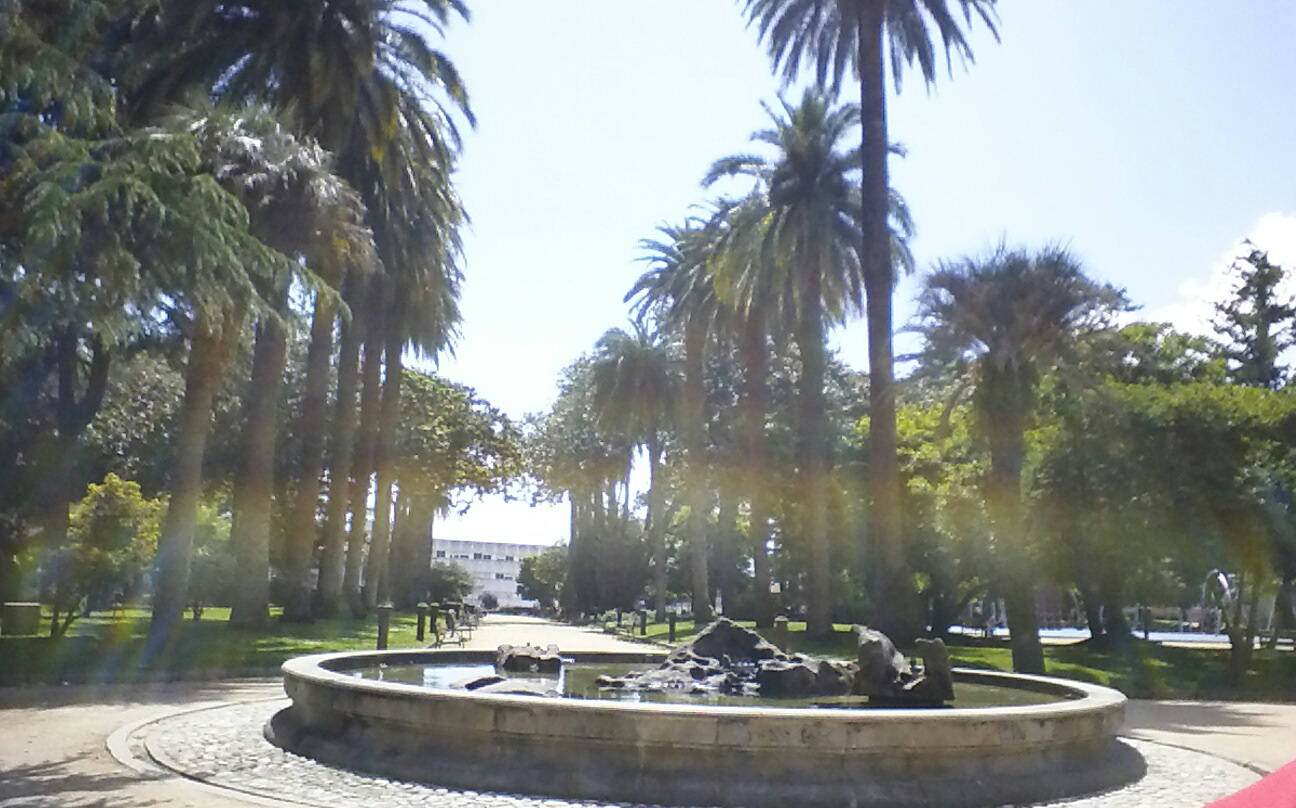
Caminho central de palmeiras e tanque com jactos de água em primeiro plano
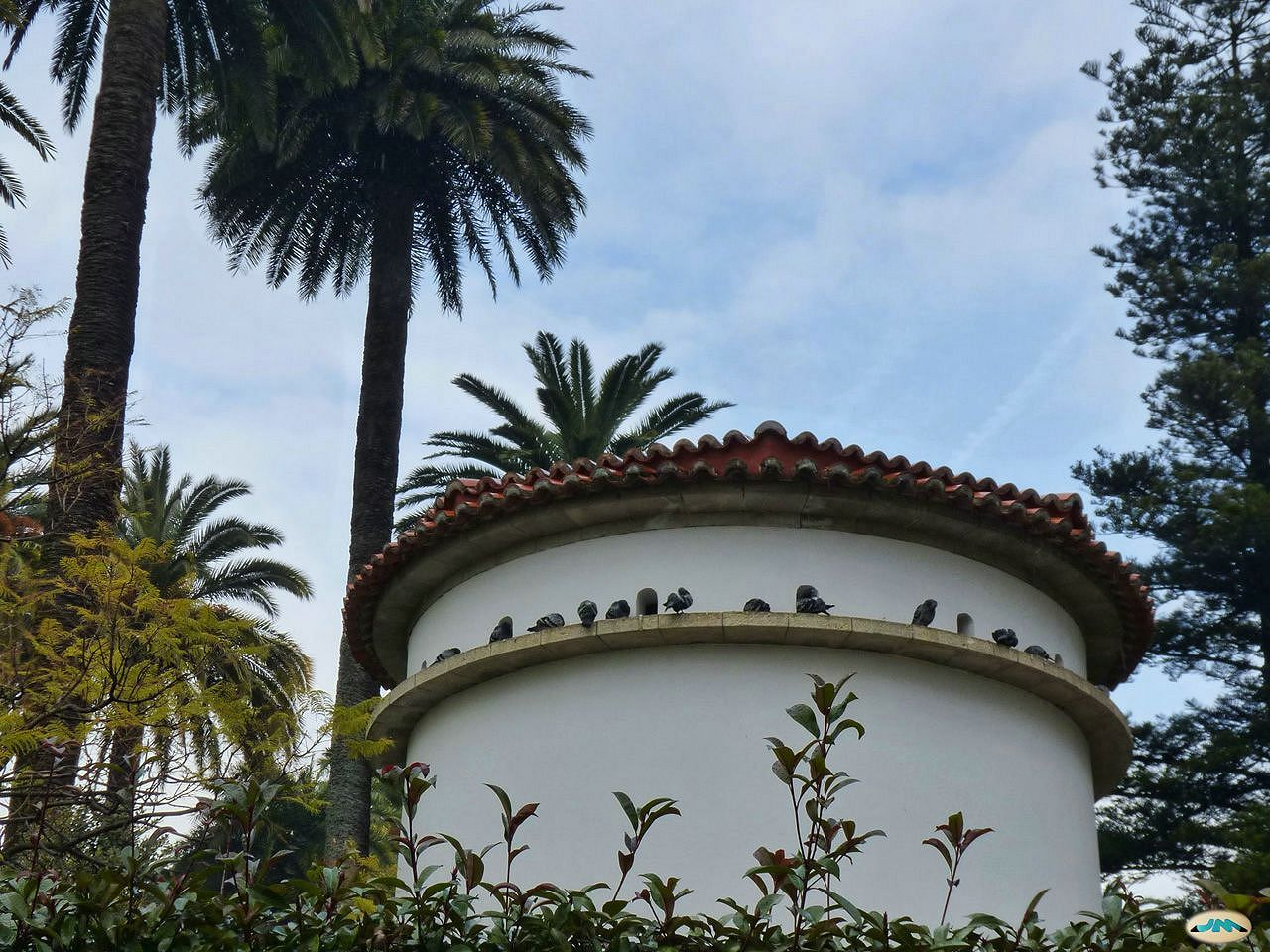
Pombal
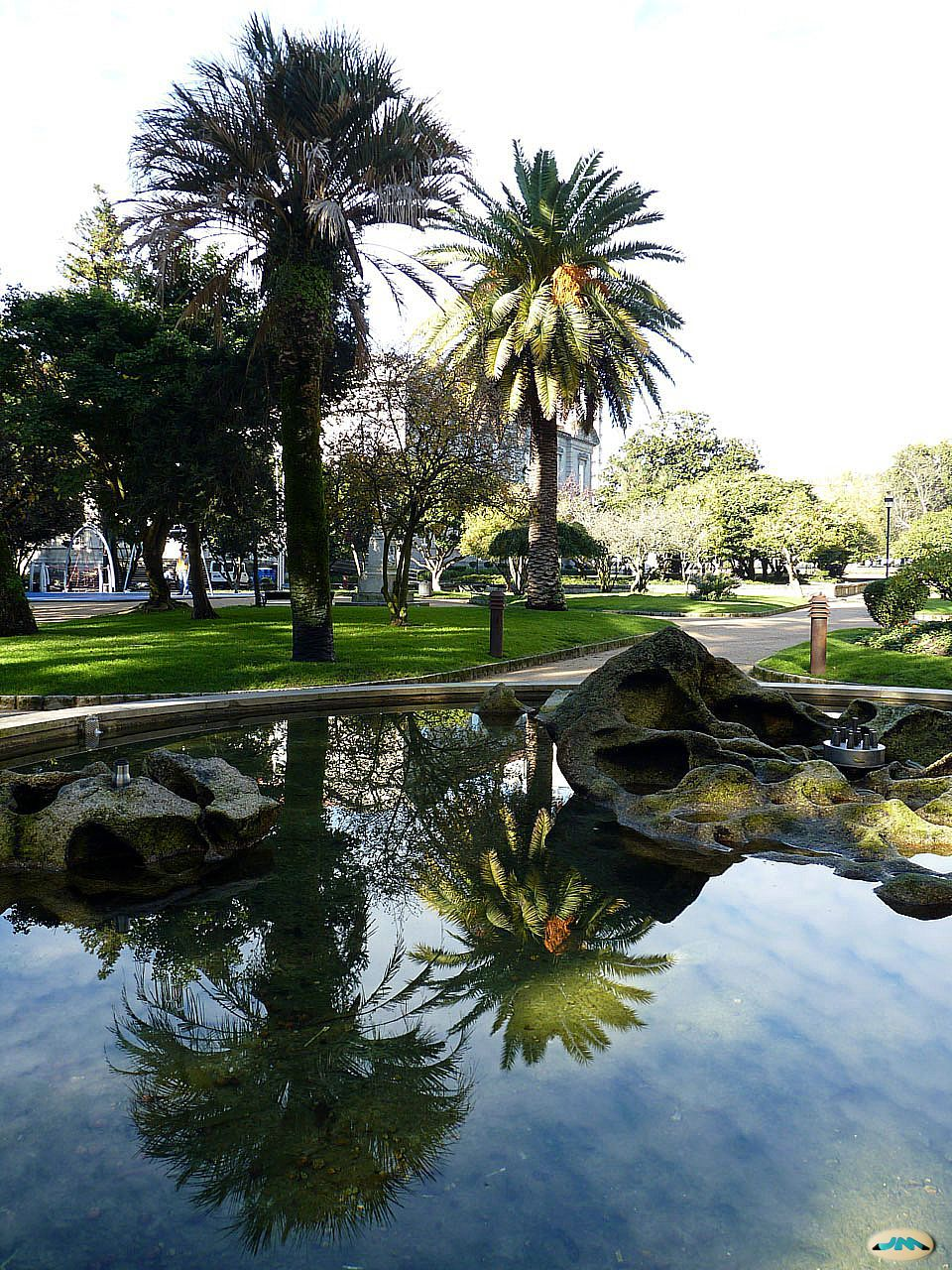
Tanque e rocha com furos
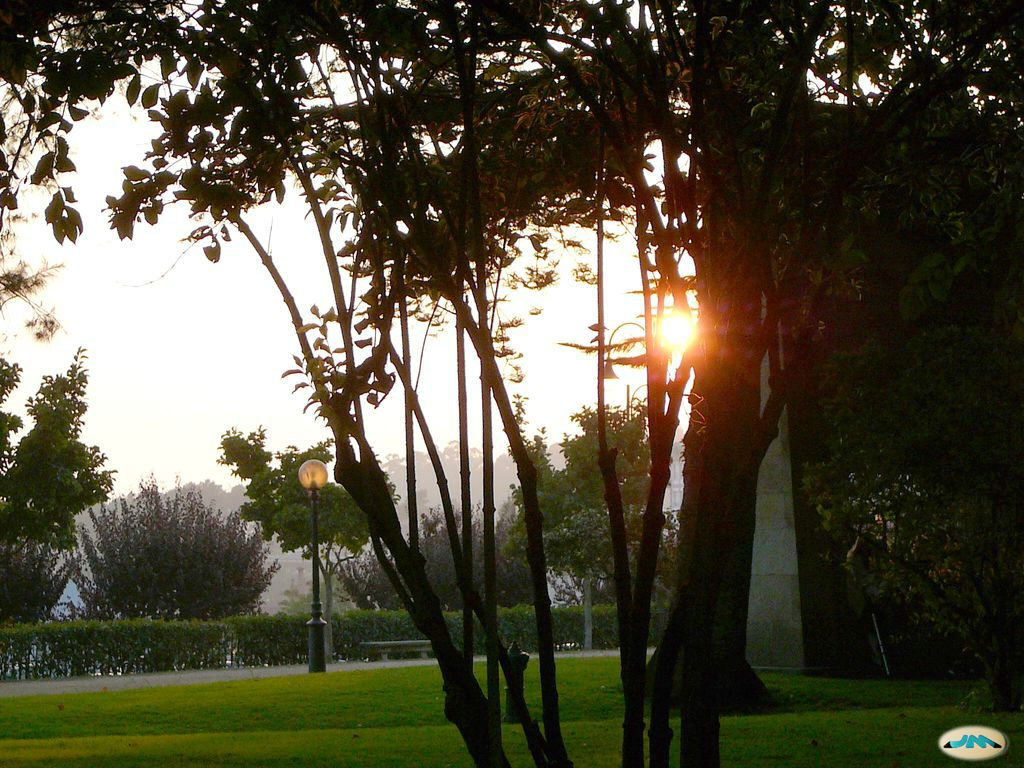
Jardins Vincenti
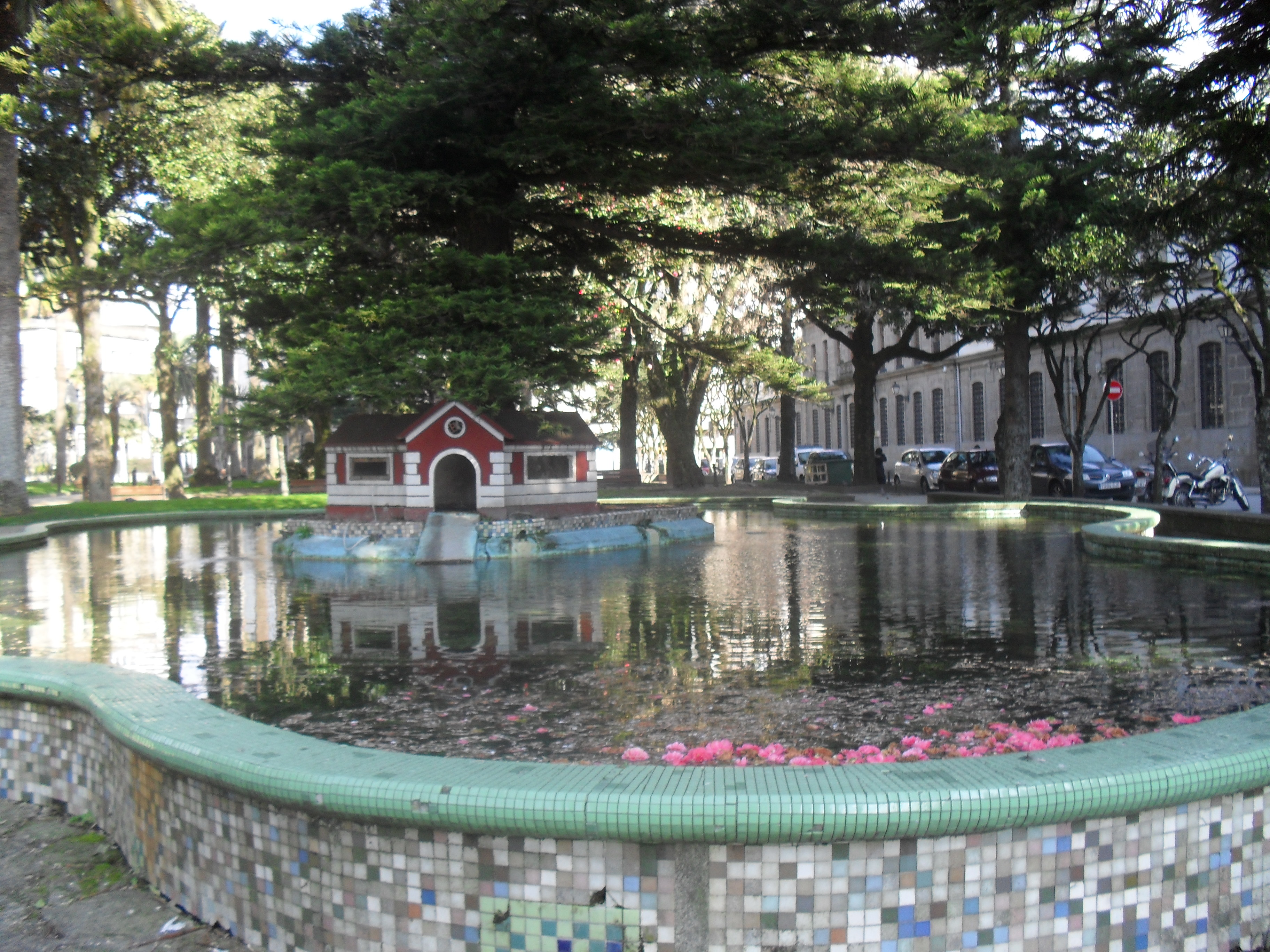
Lago dos patos
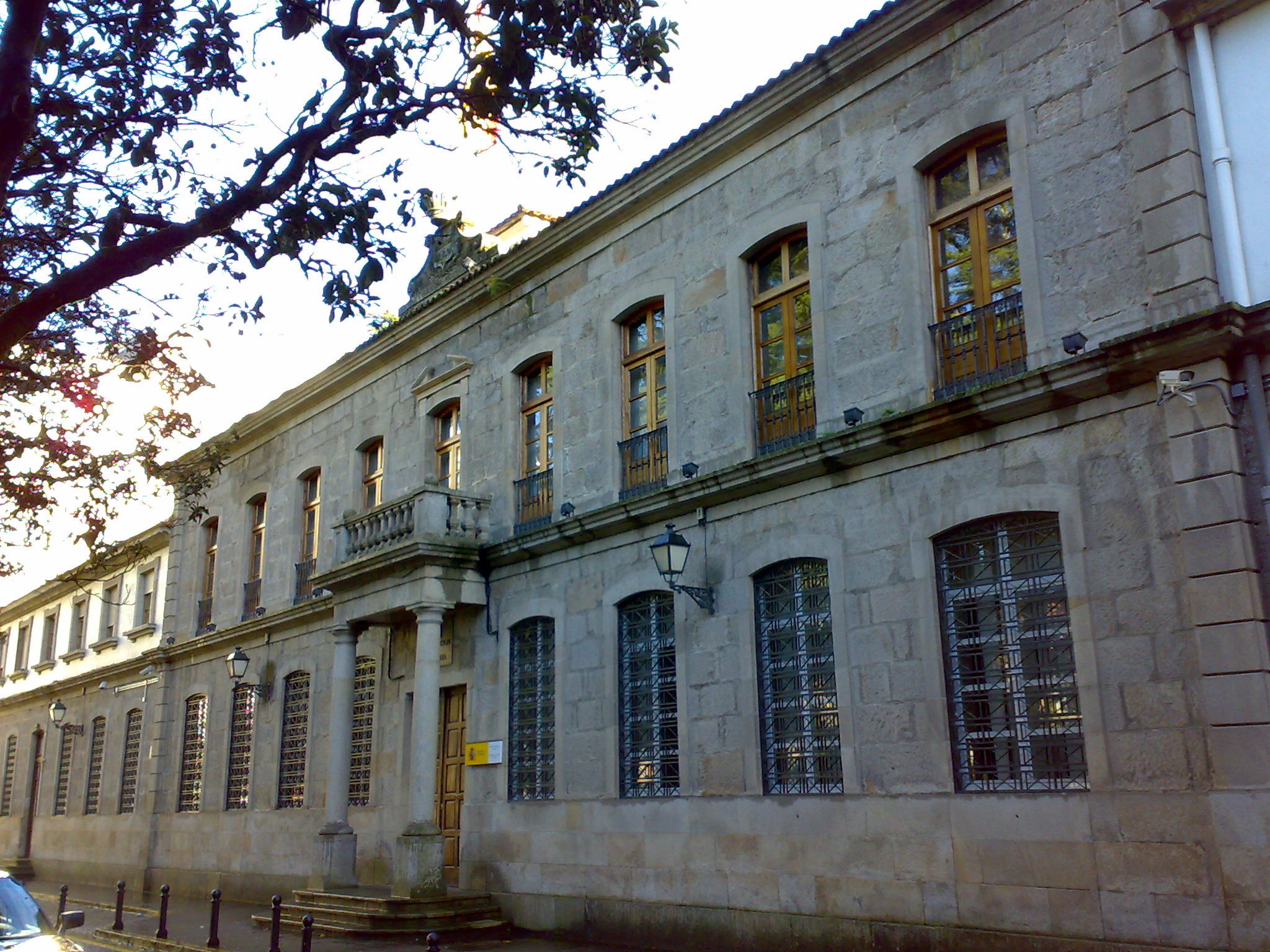
Sede provincial do Ministério da Defesa

### Outros artigos
- Alameda de Pontevedra
- Gran Vía de Montero Ríos
- Ensanche-Centro da Cidade
- Ilha das Esculturas
- Parque natural Marismas de Alba
- Parque dos Gafos
- Passeio Marítimo de Pontevedra